# Lautsprache
Unter Lautsprache versteht man in der Sprachwissenschaft generell eine mittels der Artikulationsorgane Kehlkopf, Mund, Zunge (usw.) erzeugte Sprache. Der Lautsprache werden – unter verschiedenen Aspekten – andere Sprachsysteme gegenübergestellt: die Gebärdensprache, die geschriebene Sprache oder, in einem weiteren Sinne, auch manche bildlichen Symbolsysteme und Zeichensprachen.
Eine Lautsprache besteht aus einer endlichen Menge von Sprachlauten, die in phonetische Merkmale zerlegt werden können. Für die Verschriftlichung von Lautsprachen gibt es mehrere Arten von Systemen, die sehr unterschiedlich angelegt sind. Die tatsächliche Lautung einer Sprache kann mittels einer eigens entwickelten, standardisierten Lautschrift wiedergegeben werden, die Symbole für die Laute aller natürlichen Sprachen bereithält.

## Begriffsbestimmung
Der Terminus „Lautsprache“ hat in der Sprachwissenschaft mehrere Bedeutungsnuancen und stellt ein Forschungsobjekt in unterschiedlichen Zusammenhängen dar:
- Der Begriff „Lautsprache“ bezieht sich hauptsächlich auf die Gesamtheit der Sprachlaute als spezifisches Produktions- und Wahrnehmungsmedium von menschlicher Sprache. Er taucht mit dieser Bezugnahme in erster Linie im Forschungsbereich über den Spracherwerb und die Sprachproduktion von Gehörlosen auf sowie im Zusammenhang mit der dazugehörigen Sprecherziehung. Dabei werden häufig Lautsprache und Gebärdensprache als Systeme gegenübergestellt und Unterschiede und Gemeinsamkeiten zwischen diesem definiert.
- Die „Lautsprache“ kann weiters als Gegenstück zur „geschriebenen Sprache“ bzw. „verschrifteten Sprache“ verstanden werden, wobei in diesem Fall Sprechen und Schreiben als mögliche Formen der Sprachproduktion wie auch Hören und Lesen als Modalitäten der Sprachwahrnehmung im Mittelpunkt der Forschung stehen.
- „Lautsprache“ kann aber auch unspezifisch jegliche einzelne Sprache meinen, die aus einer bestimmten Menge von Sprachlauten besteht. Diesbezüglich wird sie nach der Körpersprache als zweite Kommunikationsstufe des Menschen betrachtet.[1]
- In seltenen Ausnahmefällen wird „Lautsprache“ – terminologisch falsch – mit „Lautschrift“, also mit der phonetischen Transkription von gesprochener Sprache gleichgesetzt.

„Lautsprache“ nimmt Bezug auf ein auch auf abstrakter Ebene zu beschreibendes Sprachsystem und ist nicht mit dem Begriff „gesprochene Sprache“ gleichzusetzen, denn letzterer Ausdruck bezieht sich nicht oder nur bedingt auf das Lautsystem einer Sprache. Der Begriff „gesprochene Sprache“ (oft auch synonym mit „Spontansprache“) verweist vielmehr auf syntaktische, textliche, stilistische und ähnliche Merkmale, die den Unterschied zwischen mündlich produzierten Texten (also etwa ein spontanes Alltagsgespräch) und schriftlich konzipierten Texten (wie beispielsweise einem Sachbuch oder einem Zeitungstext) kennzeichnen.

## Sprachlaute
Menschliche Lautsprachen bestehen immer aus der Abfolge einer begrenzten Zahl von Sprachlauten. Diese werden unterschieden in Vokale, Halbvokale und Konsonanten. Ein Merkmal der einzelnen Sprachen der Welt ist dabei u. a., dass keine Sprache alle Laute enthält, die grundsätzlich von den menschlichen Sprechorganen produziert werden können, sondern immer nur einen gewissen Ausschnitt des möglichen Lautspektrums. Das Ensemble der Lautqualitäten einer Sprache ergibt ihre typische Klangfarbe.
Die Auswahl, welche Laute in einer Sprache vorhanden sind, ist in sich insofern stimmig, als innerhalb von Silben und Wörtern ein gewisses Lautkontinuum zu verzeichnen ist, das durch mehrere Faktoren bestimmt wird, so besonders durch
- die Art der Artikulation. Das heißt, es gibt eine Tendenz dazu, in einer Sprache bevorzugt solche Laute hintereinander zu bilden, die einen geringen Artikulationsaufwand erfordern. Auch verändern sich Lautsprachen im Laufe der Zeit insofern, als innerhalb von Wörtern oder Wortteilen gewisse Lautabfolgen artikulatorisch aneinander angepasst werden (Assimilation).
- die Qualität der einzelnen Sprachlaute in Abhängigkeit von ihrer lautlichen Umgebung, also von den umgebenden anderen Sprachlauten. Dabei nehmen auch die Klangqualitäten der Vokale eine bedeutende Rolle ein und sind mit ausschlaggebend dafür, wie ein nachfolgender Konsonant artikuliert wird.
- strukturelle Bedingungen einer jeden Sprache, die z. B. festlegen, welche Konsonantenabfolgen in einer Sprache erlaubt sind, wie eine Silbe aufgebaut sein muss etc. Man spricht in diesem Fall von den phonotaktischen Regeln einer Sprache.

Die Art der Artikulation von Sprachlauten wird im Zuge des Erwerbs der Muttersprache unbewusst anhand von Vorbildern eingeübt. Ein großer Teil der lautlichen Merkmale und artikulatorischen Prozesse bleibt in der Folge den Sprechern einer Sprache auch unbewusst. Bei der Anwendung einer Fremdsprache werden diese Merkmale der Muttersprache besonders im Lernstadium und ungeübten Zustand auf diese andere Sprache übertragen, was den typischen fremdsprachlichen Akzent ausmacht. Bestimmte sprachspezifische Artikulationsmerkmale können oft nur sehr schwer abgelegt werden. Einen besonders resistenten Fall stellt diesbezüglich etwa die Auslautverhärtung dar.

### Kategorisierung von Sprachlauten
Auch innerhalb einer bestimmten Lautsprache werden nicht alle Laute stets auf dieselbe Weise artikuliert. (Ein deutsches halboffenes e [⁠ɛ⁠] und ein deutsches geschlossenes e [⁠e⁠] beispielsweise werden bei weitem nicht immer im gleichen Ausmaß differenziert und auf die gleiche Weise ausgesprochen.) Im Zuge des Erwerbs der Muttersprache lernt ein Kind aber, alle unterschiedlichen Fälle nur ganz bestimmten Klassen bzw. Kategorien von Lauten zuzuordnen. (Man spricht in diesem Falle von kategorialer Wahrnehmung.) In der Folge werden diese Kategorien der Lautwahrnehmung auch auf die eigene Artikulation übertragen.
Nehmen wir als Sprecher einer bestimmten Sprache Laute einer anderen Sprache wahr, die in der eigenen nicht existieren, so ordnen wir sie daher mehr oder weniger automatisch einer bestimmten Lautkategorie der eigenen Sprache zu und produzieren sie selbst gemäß dieser. (So existiert z. B. im Arabischen ein offener Vokal, der zwischen dem deutschen a [⁠a⁠] und dem deutschen offenen e [⁠æ⁠] angesiedelt ist, wie er etwa im bestimmten Artikel al vorliegt. Da dieser Laut im Deutschen nicht vorhanden ist, wird bei der Übernahme von Wörtern, die diesen enthalten, eine dieser deutschen Lautklassen gewählt. Dieser spezielle Fall ist im deutschen Sprachraum nicht eindeutig entschieden und daher wird bei der schriftlichen Wiedergabe von entsprechenden arabischen Wörtern sowohl die schriftsprachliche Variante <a> als auch die Variante <e> herangezogen. So existieren beispielsweise die Schreibvarianten Al-Qaida und El Kaida für die Terrororganisation oder Al Djasira und El Djasira für den arabischsprachigen TV-Sender. Völlig gleichgeartet ist der Fall des pseudoenglischen Wortes Handy, das – unter der falschen Annahme, dass es aus dem Englischen stamme – mit <a> verschriftet und meist als ein halboffenes [⁠ɛ⁠] bis geschlossenes [⁠e⁠] artikuliert wird.)
Die sprachwissenschaftliche Teildisziplin, die die physikalischen Merkmale von Sprachlauten untersucht, ist die Phonetik.

## Phoneme
In Hinblick auf die lautlichen Strukturen von Sprachen sind einzelne Laute gleichzeitig die kleinsten bedeutungsunterscheidenden Sprachelemente, sogenannte Phoneme. Ein Laut ist in einer bestimmten Sprache also gleichzeitig dann ein Phonem, wenn er in derselben lautlichen Umgebung gegen einen anderen Laut ausgetauscht eine Bedeutungsveränderung bewirkt. Im Deutschen sind zum Beispiel das „Zäpfchen-r“ [⁠ʁ⁠] und das „Zungen-r“ [⁠r⁠] zwar unterschiedliche Laute, aber – gegenseitig betrachtet – keine Phoneme, da es keinen Fall gibt, wo das eine gegen das andere ausgetauscht einen Bedeutungsunterschied eines Wortes bewirken würde: Das Wort „Rabe“ etwa bedeutet in beiden Artikulationsfällen dasselbe. Jedoch gilt das /⁠r⁠/ „als solches“ als Phonem, da es Wörter gibt, die nach Austausch des /r/ gegen andere Laute eine neue Bedeutung erhalten, wie etwa im Wortpaar Rabe – Wabe.
Welche Laute als Phoneme gelten, ist über die Sprachen hinweg unterschiedlich. Was in der einen Sprache ein Phonem darstellt, muss in einer anderen keines sein. Auch die Anzahl der Phoneme variiert je nach Sprache oft sehr stark. So hat die Hawaiische Sprache mit nur 13 Phonemen eine der niedrigsten Phonemzahlen aller bekannten Sprachen und die Sprache Pirahã besitzt überhaupt nur 10 davon. Dagegen weist die Sprache ǃXóõ mit 141 die wohl höchste Anzahl an Phonemen auf. Die meisten Sprachen verfügen über etwa 30 bis 50, im Durchschnitt 40 Phoneme, was sich als praktikabelste Anzahl insofern erwiesen haben dürfte, weil damit einerseits noch eine gewisse sprachliche Ökonomie besteht und andererseits eine genügende Differenzierung gewährleistet ist.
Analog zu Lautsprachen werden diese sprachstrukturellen Einheiten auch in Gebärdensprachen als „Phoneme“ bezeichnet, von denen jede einzelne Gebärdensprache über ein bestimmtes Inventar verfügt.
Die Erforschung und Beschreibung von Phonemen bzw. der Sprachlaute hinsichtlich ihrer Funktionen in den einzelnen Sprachen nimmt die sprachwissenschaftliche Teildisziplin Phonologie vor. Aus dieser Warte werden die Lautsprachen auch dahingehend klassifiziert, ob es sich um Tonsprachen oder um Betonungssprachen handelt. Erstere (so etwa chinesische Sprachen) zeichnen sich dadurch aus, dass Vokale in einer Silbe oder in einem Morphem einen unterschiedlichen Tonverlauf annehmen können, also in der Tonhöhe ansteigend oder abfallend sind, wobei dieser Tonhöhenwechsel bedeutungsunterscheidend wirkt. (Das heißt, dass dasselbe Wort mit einem ansteigenden Ton eine andere Bedeutung hat als mit einem in gleicher Tonhöhe bleibenden oder abfallenden Ton.) In Betonungssprachen hingegen (beispielsweise alle indogermanischen Sprachen) wird ein Druckakzent auf einen Vokal einer Silbe gesetzt, es gibt keine bedeutungsunterscheidenden Tonhöhenunterschiede.

## Lautsprache und Verschriftlichung
Bei der Beschreibung des Zeicheninventars einer Sprache sowie bei der Klassifizierung von Sprachen nach bestimmten Kriterien wird in der Sprachwissenschaft gemeinhin von der Aussprache der sprachlichen Elemente, also von der lautlichen Realisierung der Sprache ausgegangen. Die schriftliche Umsetzung einer Sprache dient ihrer „Konservierung“ und kann von sehr unterschiedlicher Form sein. Sie hat mit der lautlichen Realität von Sprachen vorerst und im Grunde keinen Zusammenhang. Jedoch bildeten sich bei allen verschrifteten Sprachen bestimmte Konventionen. So wird allein mittels der lateinischen Buchstaben beispielsweise der Laut [⁠ʃ⁠] im Deutschen als <sch> wie in „Gulasch“ wiedergegeben, im Englischen als <sh> wie in cash ‚Bargeld‘, im Ungarischen mit <s> wie in gulyas ‚Gulaschsuppe‘, im Italienischen mit <sc> wie in scena ‚Szene‘, ‚Bühne‘ oder im Französischen mit <ch> wie in chaine ‚Kette‘. Andererseits wird im Deutschen bei der Verschriftlichung kein Unterschied zwischen der stimmhaften ([⁠ʒ⁠]) und der stimmlosen ([⁠ʃ⁠]) Variante des „sch“-Lautes gemacht, während beispielsweise im Französischen neben dem stimmlos artikulierten <ch> das stimmhafte „sch“ mit <g> wie in gendarme ‚Gendarm‘ oder mit <j> wie in jour ‚Tag‘ verschriftlicht wird. (Die unterschiedlichen Schreibungen resultieren aus der jeweiligen Wortgeschichte.) Dass Konventionen nur bedingt Gültigkeit haben können, zeigt sich unter anderem in Rechtschreibreformen.
Nicht-Sprachwissenschaftler hingegen gehen meist nicht von der Artikulation der Laute, sondern von ihrer schriftlichen Repräsentation aus: So wird von linguistischen Laien von diesem oder jenem „Buchstaben“ gesprochen, wenn eigentlich ein bestimmter „Laut“ gemeint ist, woraus fälschlicherweise auch abgeleitet wird, dass ein bestimmter Buchstabe immer auf dieselbe Weise artikuliert werden müsse. Auch bleibt dabei die Tatsache ungeachtet, dass ein Buchstabe oftmals auch gar nicht einen Laut selbst, sondern eine Lautqualität anzeigt. (So wird zum Beispiel im Deutschen der Buchstabe <e> in See anders ausgesprochen als in Meer und die Verdoppelung des Vokals bedeutet, dass der Vokal lang ausgesprochen wird.) Auch die Frage, ob die Schreibweise entweder dieser oder jener Sprache eher der tatsächlichen Aussprache der Wörter entspricht (also ob Schrift und Aussprache eher oder eher nicht „übereinstimmen“), ist auch deshalb eine laienhaft gestellte, weil meist die Verschriftlichung der eigenen Lautsprache als korrekte Norm interpretiert wird. Daher wird oftmals die Aussprache eines Wortes einer anderen Sprache – sofern nicht die Lautschrift herangezogen wird – schriftlich so wiedergegeben, als ob es sich um ein Wort der eigenen Sprache handelte.